# Dry Doddington
Dry Doddington är en by i civil parish Westborough and Dry Doddington, i distriktet South Kesteven, i grevskapet Lincolnshire, i England. Byn är belägen 9 km från Newark-on-Trent. Dry Doddington var en civil parish fram till 1931 när blev den en del av Westborough and Dry Doddington. Civil parish hade 131 invånare år 1921. Byn nämndes i Domedagsboken (Domesday Book) år 1086, och kallades då Dodintone/Dodintune.